# Pararctia remissa
Pararctia remissa là một loài bướm đêm thuộc phân họ Arctiinae, họ Erebidae.